# يهود-مونوسون

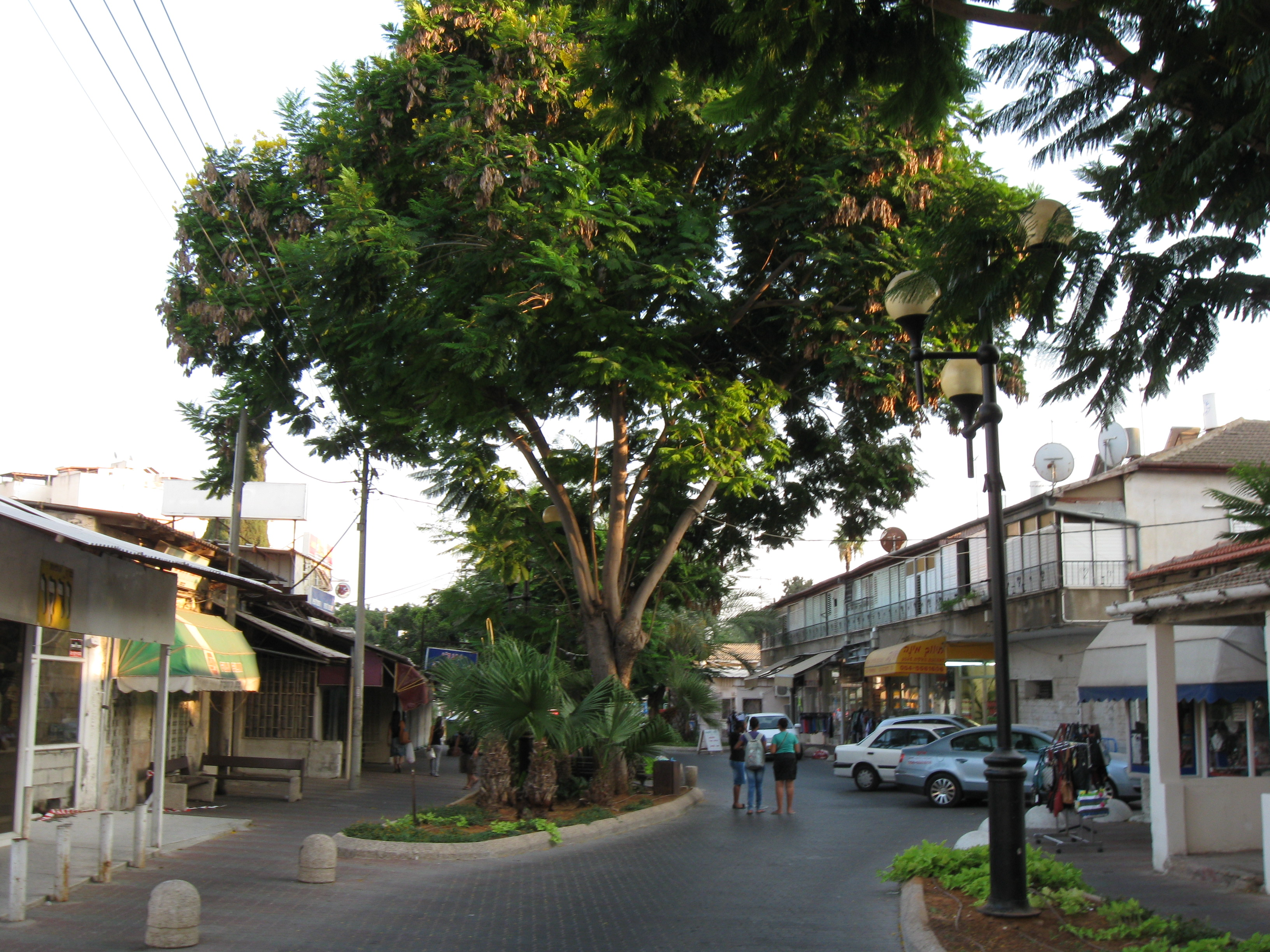
مدينة یهود-مونوسون اليوم.

یهود-مونوسون (بالعبرية: יְהוּד-מוֹנוֹסוֹן) مدينة إسرائيلية تقع في اللواء الأوسط، شرق مدينة يافا. أنشئت عام 1953 بعد حرب 1948 على أنقاض القرية الفلسطينية المُهجّرة «العباسية» /أو «اليهودية» - والتي اشتقت اسمها منها. وقد أصبحت مدينة عام 2003 بدمج كل من یهود ومونوسون. تبلغ مساحتها 4.7 كم2، كما بلغ عدد سكانها في عام 2007 قرابة 25,800 نسمة.

## تاريخ

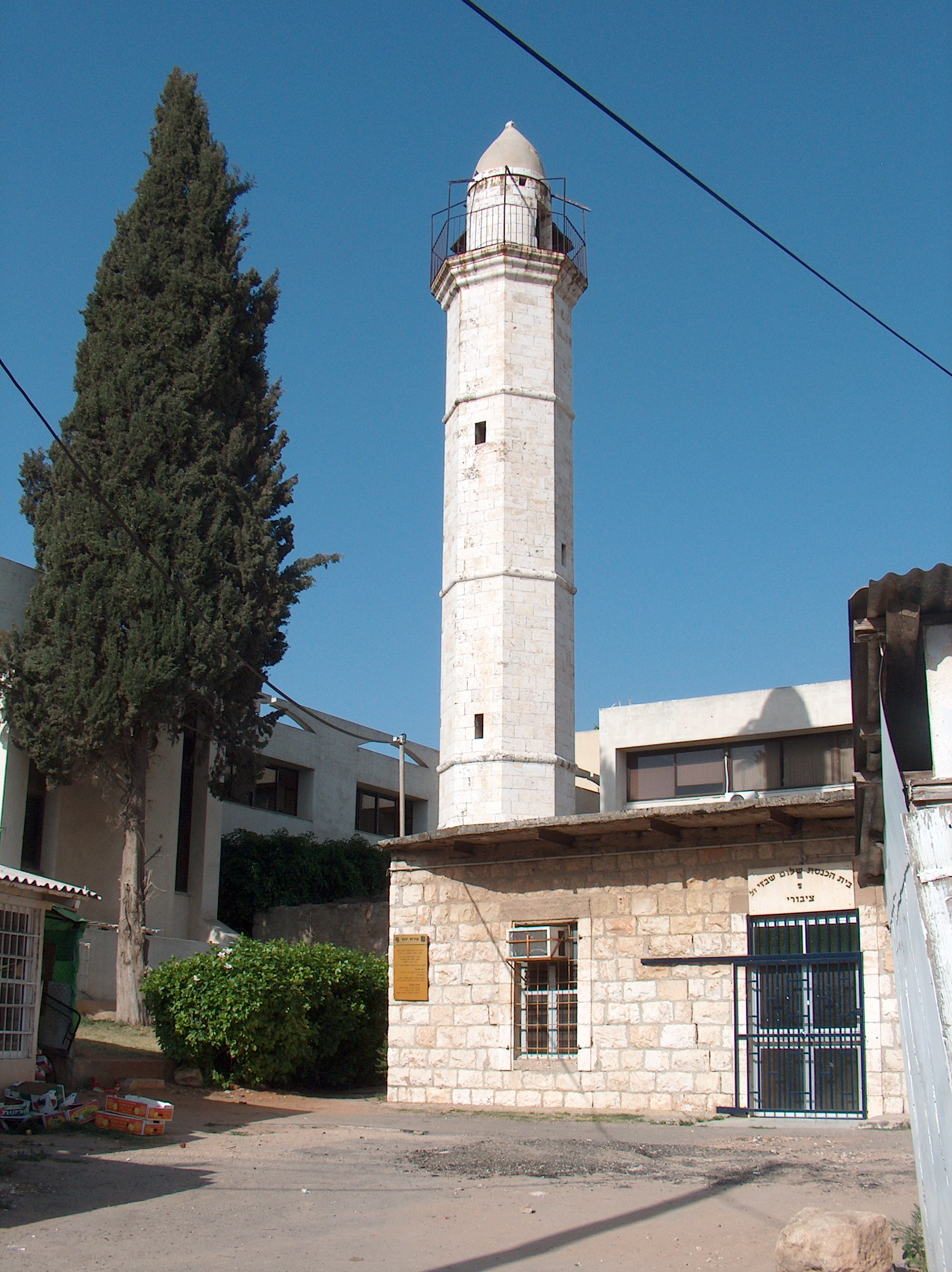
مسجد العباسية بيهود.

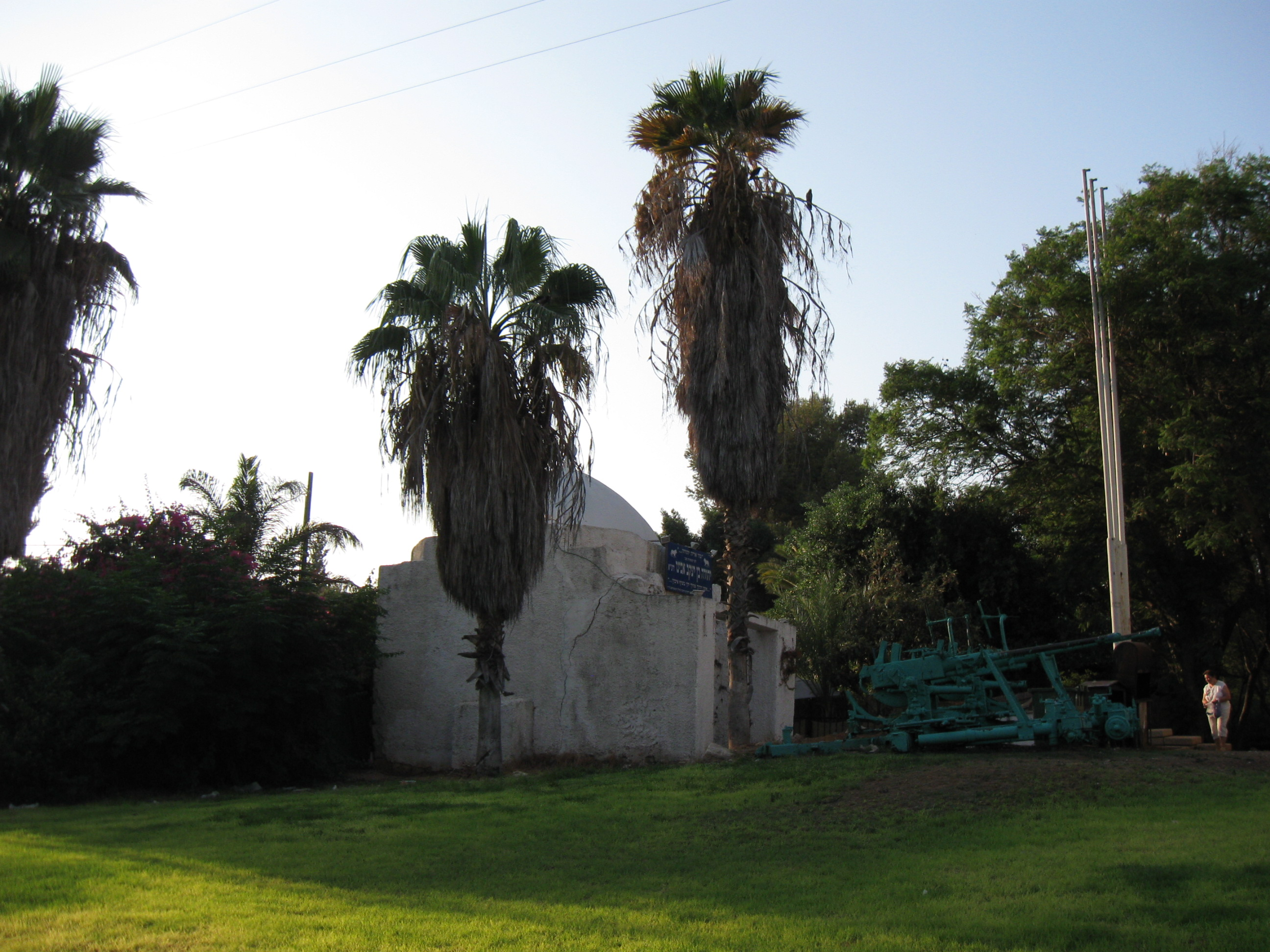
من آثار قرية "العباسية" الفلسطينية المهجّرة، التي تأسست مدينة «يهود» على أنقاضها بعد النكبة.

أنشئت «يهود» على أنقاض قرية العباسية الفلسطينية والتي كانت تقوم على البقعة التي كانت عليها قرية (هوذا). وعرفت هذه القرية باسم «اليهودية» إلا أن أهلها استبدلوه باسم العباسية عام 1932 نسبة للشيخ عباس المدفون فيها. وكانت قرية العباسية من قرى قضاء يافا الكبيرة وتقع إلى الشرق من مدينة يافا وتبعد عنها 13 كم، وترتفع 50 م عن سطح البحر. وقد قدر عدد سكانها عام 1945 حوالي 5800 نسمة منهم 5650 عربياً و150 يهودياً. يوجد في القرية مقامات يجلها الناس مثل مقام النبي هوذا والذي ينسبوه إلى يهودا بن يعقوب. وهذا لا يتفق مع الحقائق التاريخية، حيث ولد يهوذا في شمال سوريا ونزل مع أبيه وإخوته مصر. ومقام أبو عرقوب نسبة لشيخ صالح بهذا الاسم. قامت المنظمات الصهيونية المسلحة بهدم القرية وتشريد أهلها البالغ عددهم عام 1948 حوالي 6554 نسمة وكان ذلك في 4 مايو 1948. وعلى أنقاضها أقامت إسرائيل مستعمرة «يهودا» بعد حرب 1948، وعام 1949 أقيمت على أراضيها مستوطنة «مغيشيم»، وعام 1951 أقامت «غني يهودا» وعام 1953 أنشئت مستوطنة «غني تكفا» وعام 1954 أقيمت مستوطنة «سيفيون»، وكلها على أراضي القرية. كما أن جزءاً من مطار بن غوريون قد أقيم على أراضي العباسية. ويبلغ مجموع اللاجئين الفلسطينيين من هذه القرية في عام 1998 حوالي 40,248 نسمة.